# Trần Đức Vân
Trần Đức Vân (1951–2011) là một giáo sư Toán học Việt Nam, nguyên Viện trưởng Viện Toán học Việt Nam (1996–2000), được xem là người có công phát triển ngành Phương trình đạo hàm riêng ở Việt Nam.

## Sự nghiệp
Ông sinh ngày 27 tháng 4 năm 1951 tại làng Huỳnh Thượng, xã Vĩnh Sơn, huyện Vĩnh Linh, Quảng Trị.
Năm 1968 ông được cử đi học tại Đại học quốc gia Belarus, Belarus. Sau khi tốt nghiệp năm 1974, ông tiếp tục học và bảo vệ thành công luận án tiến sĩ năm 1977 tại trường này dưới sự hướng dẫn của GS V.I. Korzyuk. Sau đó sang Moskva làm tiếp tiến sĩ khoa học. Năm 1980, ông bảo vệ thành công luận án Tiến sĩ khoa học tại Viện Toán học Novosibirsk.
Năm 1981, Trần Đức Vân về nhận công tác ở Viện Toán học, giáo sư Hoàng Tuỵ giao cho anh xây dựng phòng nghiên cứu mới – Phòng Phương trình đạo hàm riêng. Từ đó, phương trình đạo hàm riêng đã trở thành một hướng nghiên cứu mạnh trong Viện Toán học và trong cả nước.
Từ năm 1990 đến năm 1995, ông giữ chức Phó Viện trưởng Viện Toán học Việt Nam. Ông được phong hàm Giáo sư năm 1991.
Từ năm 1996 đến năm 2000 ông là Viện trưởng Viện Toán học Việt Nam. "Nhờ công lao của anh, Viện Toán học vượt qua được khó khăn của thời kỳ đầu của nền kinh tế thị trường trở thành một trong những cơ quan nghiên cứu hàng đầu của cả nước" (Điếu văn của Viện toán học trong lễ truy điệu ngày 17 tháng 7 năm 2011). Viện Hàn lâm thế giới thứ ba (có trụ sở tại Trieste, Italia) cũng đánh giá Viện Toán học Việt Nam trong thời kì này đã trở thành một trong mười trung tâm khoa học xuất sắc của các nước đang phát triển. Từ cuối những năm 90 ông gặp phải một cơn bệnh quái ác – nhược cơ. Vừa làm việc quản lý, vừa nghiên cứu khoa học, ông lại phải chống chọi với căn bệnh hiểm nghèo.
Đầu năm 2001, do điều kiện sức khoẻ ông không tiếp tục làm Viện trưởng mà chỉ tập trung cho việc nghiên cứu, viết sách và hướng dẫn nghiên cứu sinh.
Năm 2003, GS. Trần Đức Vân đã được Nhà nước tặng Huân chương Lao Động hạng Nhì để ghi nhận những thành tích và tinh thần lao động phi thường của ông.
Ông hướng dẫn thành công 10 luận án tiến sỹ và 8 luận văn thạc sĩ, cố vấn 2 luận án tiến sỹ khoa học.
Ông mất ngày 16/7/2011 tại Hà Nội.

## Công trình khoa học
Ông công bố gần 80 bài báo, báo cáo khoa học trong nước và quốc tế
Ông là tác giả 3 sách giáo trình Toán học ở Việt Nam và 3 sách chuyên khảo ở nước ngoài sau đây
- Van, Tran Duc; Tsuji, Mikio; Son, Nguyen Duy Thai. The characteristic method and its generalizations for first-order nonlinear partial differential equations Lưu trữ ngày 16 tháng 8 năm 2017 tại Wayback Machine. Chapman & Hall/CRC Monographs and Surveys in Pure and Applied Mathematics, 101. Chapman & Hall/CRC, Boca Raton, FL, 2000. xii+237 pp. ISBN 1-58488-016-3
- Trần Đức Vân; Dinh Nho Hào. Differential operators of infinite order with real arguments and their applications. World Scientific Publishing Co., Inc., River Edge, NJ, 1994. viii+240 pp. ISBN 981-02-1611-4
- Trần Đức Vân. Nonlinear differential equations and infinite-order function spaces (Russian). Edited and with a preface by Yu. A. Dubinskiĭ. Beloruss. Gos. Univ., Minsk, 1983.